# Circle pit
 (décembre 2016).
Si vous disposez d'ouvrages ou d'articles de référence ou si vous connaissez des sites web de qualité traitant du thème abordé ici, merci de compléter l'article en donnant les références utiles à sa vérifiabilité et en les liant à la section « Notes et références ».

Circle pit

Le Circle pit est une danse où les participants courent en cercle sur un rythme rapide et agressif durant les concerts punk hardcore, metalcore et thrash metal.
À l'intérieur du circle pit plusieurs personnes peuvent pratiquer le Mosh Pit. La taille du circle pit varie selon le nombre de personnes. Le groupe de metal DevilDriver a réalisé le plus grand Circle pit avec environ 25 000 fans au Download 2007[réf. nécessaire].
Au Hellfest 2013, Mouss (Mass Hysteria) lance « un Mochepit, même les ricains vont être verts » autour des guitaristes et du chanteur, malgré un léger problème technique le temps du morceau P4.
On distingue également plusieurs variantes du circle pit, notamment le double circle pit, et le march against, dans lequel les deux cercles vont dans des sens opposés.